# Scabiosa atropurpurea
Scabiosa atropurpurea là một loài thực vật có hoa trong họ Kim ngân. Loài này được L. miêu tả khoa học đầu tiên năm 1753.

## Hình ảnh

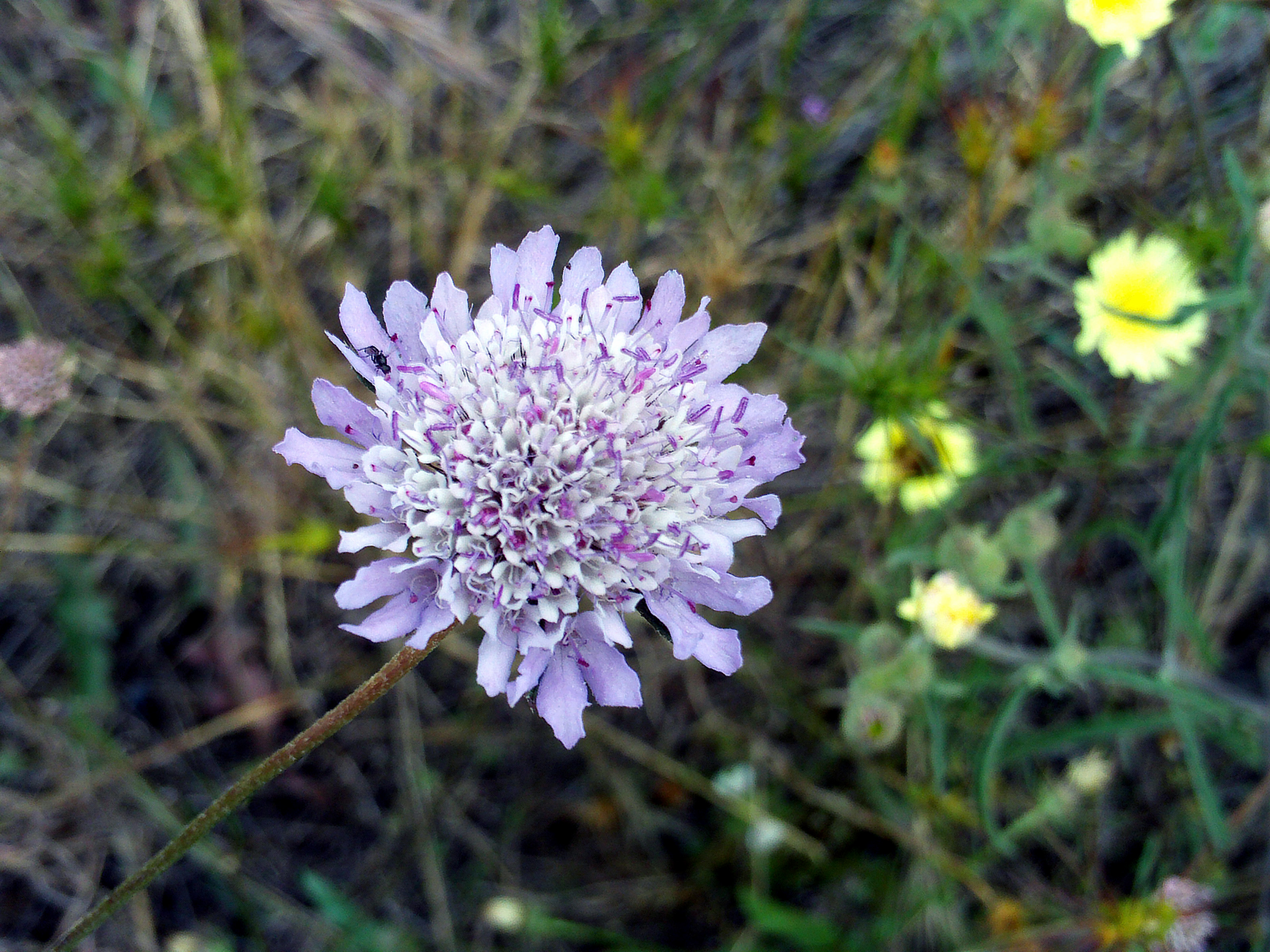
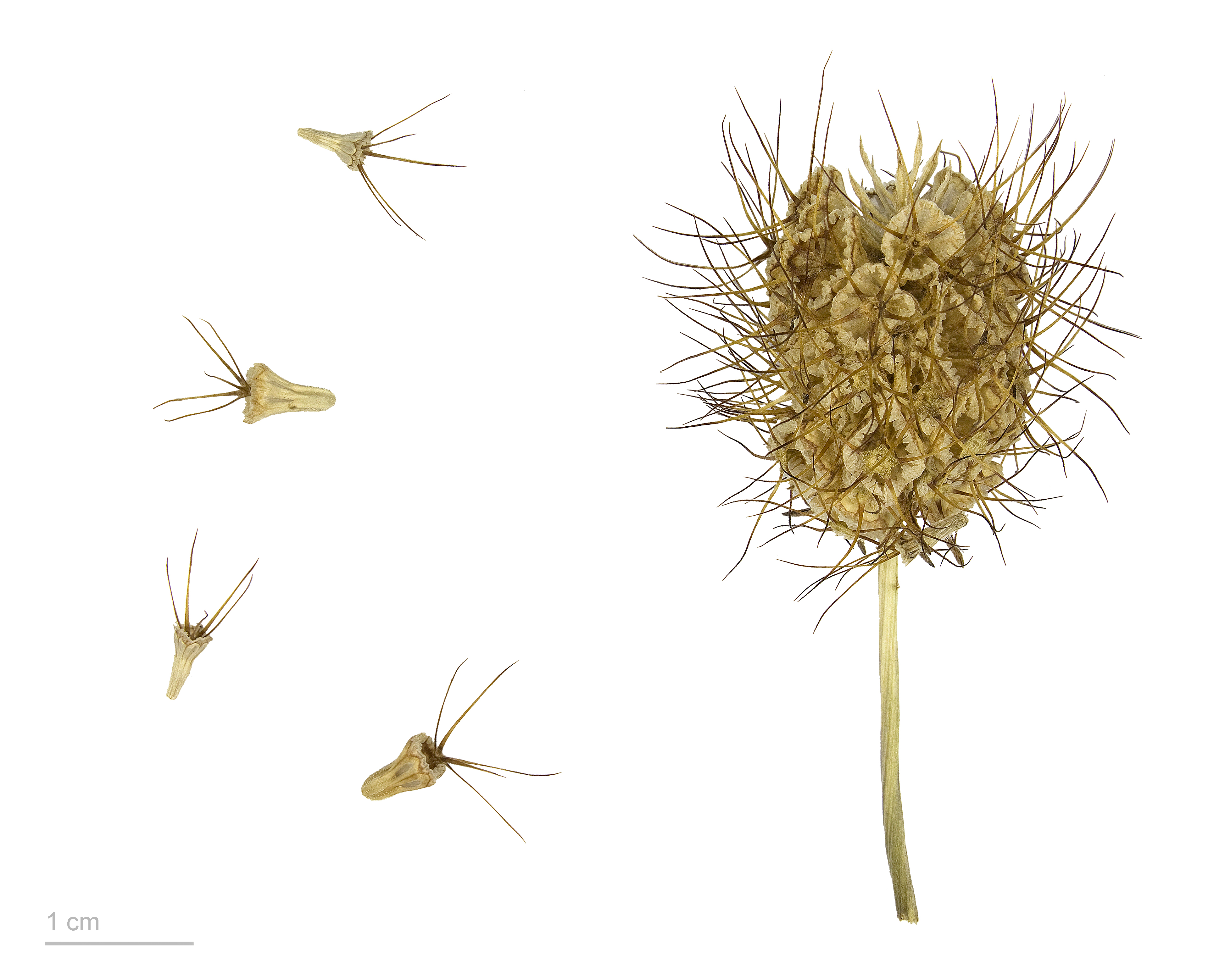
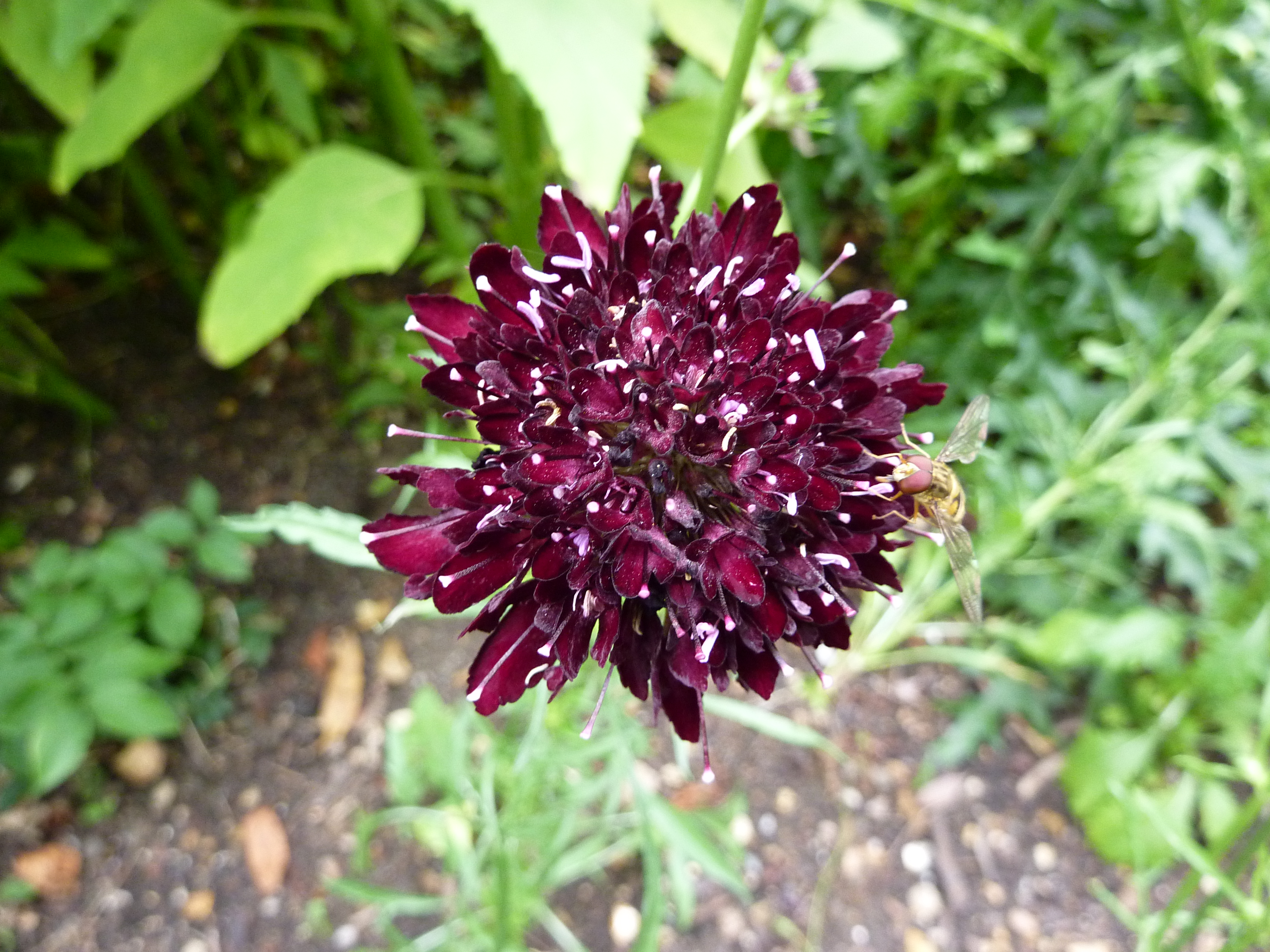
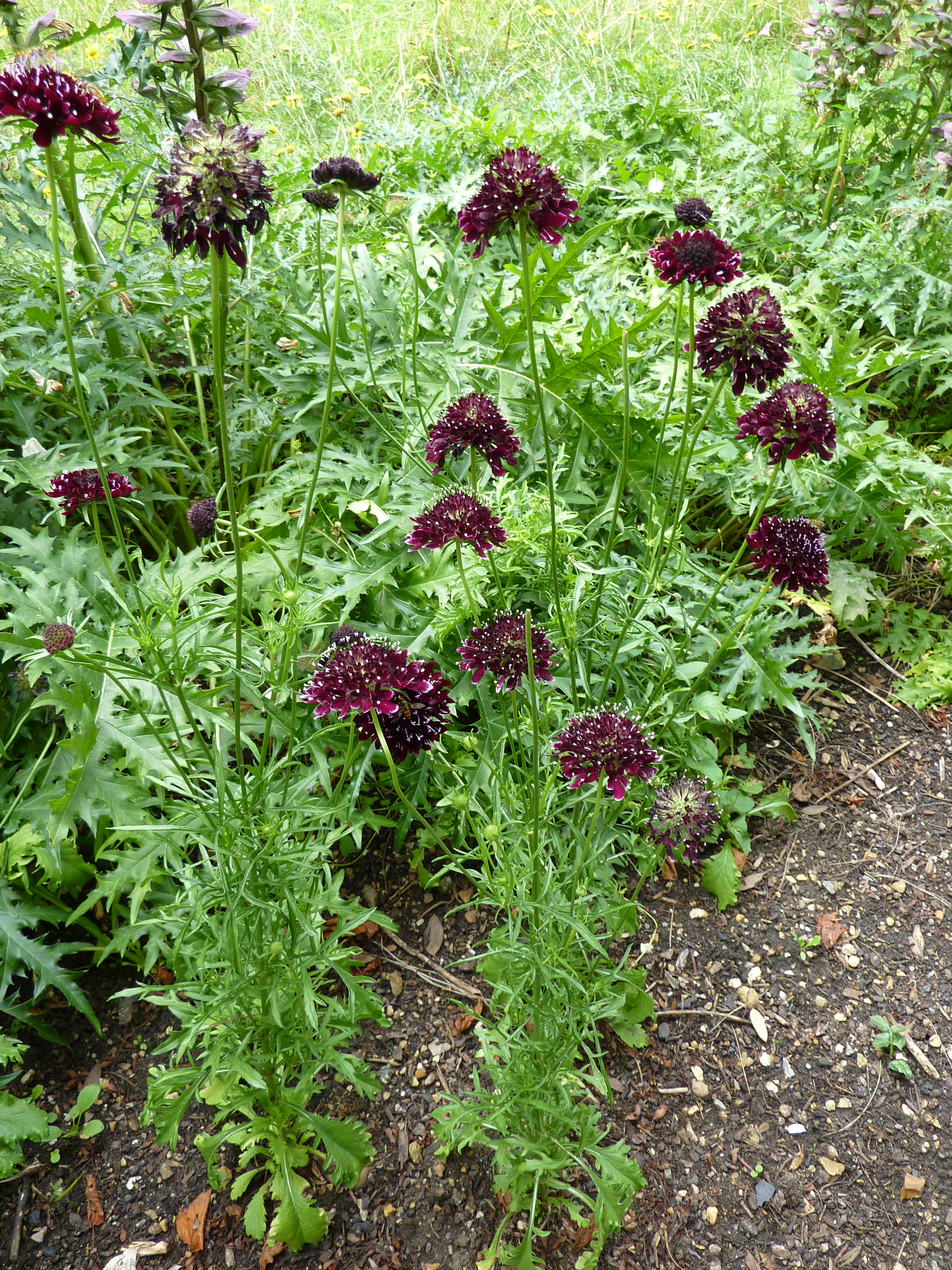